# إخوة الفضاء
أخوة الفضاء (في اليابانية: 宇宙兄弟) مانجا يابانية من تأليف ورسم تشويا كوياما، أصبحت سلسلة أسبوعية في مجلة كودانشا "Weekly Morning" منذ ديسمبر 2007، وقد ترشحت مرتان لجائزة مانجا تايشو في 2009 و2010.
حصلت على أنمي من إنتاج ايه-1 بيكتشر عرض في من 1 أبريل 2012 حتى 22 مارس 2014 ويحتوي على 99 حلقة. وقد حصلت على فلم سينمائي عرض في 5 مايو 2012. وفي وقت لاحق حصل الأنمي على فلم عرض في 9 أغسطس 2014 تحت مسمى «أخوة الفضاء #0»

## القصة
في صيف سنة 2006، «نانبا موتا» وأخيه الاصغر «هيبيتو» شهدوا حادثة ظهور طبق فضائي يحلق نحو القمر. هيبيتو يقرر بإنه سيذهب للقمر بينما نانبا قرر بإنه سيذهب للمريخ.
بعد 19 سنة، في سنة 2025، هيبيتو يصبح رائد فضاء مع جاكسا، ويشارك في المهمة المتجهة إلى القمر. بينما موتا في الطرف الآخر، الذي لم ينجح في اللحاق وراء حلمه يبدأ بتذكر حلم طفولته، ويستلم رسالة قبوله لدخول برنامج جاكسا التدريبي.
القصة تستمر بعد هذا ملاحقة حياة موتا وهو يلاحق حلمه

## الحضور الإعلامي

### المانجا
المانجا من تشويا كوياما بدأت تسلسلها في مجلة كودانشا "Weekly Morning" في ديسمبر 2007 وأصدرت 28 مجلة حتى أبريل 2016. المانجا متوفرة رقميا لأمريكا الشمالية وأوروبا مقدمة من ComiXology وأمازون، وأيضا متوفرة باللغة الإنجليزية للقراءة على كرانشي رول وكودانشا.

### الأنمي
أنمي من ايه-1 بيكتشر بدأ في 1 أبريل 2012 وانتهى في 22 مارس سنة 2014 وقد احتوى 99 حلقة وعرض في الغرب على كرانشي رول.

#### الموسيقى
شارات البداية
1. "Feel So Moon" من Unicorn (من الحلقة 1-13)
2. "Eureka" (ユリーカ, Yurīka?) من Sukima Switch (من الحلقة 14-26)
3. "Yumemiru Sekai" (夢見る世界?, lit. "Dream-like World") من DOES (من الحلقة 27-38)
4. "Small World" من Fujifabric (من الحلقة 39-51)
5. "Kienai E" (消えない絵?, lit. "Non-Disappearing Drawing") من Magokoro Brothers (من الحلقة 52-64)
6. "Crater" (クレーター, Kurētā?) من Merengue (من الحلقة 65-75)
7. "HALO" من tacica (من الحلقة 76-87)
8. "B.B." من THE Yatou (من الحلقة  88-99)

شارات النهاية
1. "Subarashiki Sekai" (素晴らしき世界؟، lit. "This Wonderful World") (素晴らしき世界?, lit. "This Wonderful World") من Rake (من الحلقة 1-13)
2. "Kokuhaku" (告白؟، lit. "Confession") (告白?, lit. "Confession") من Angela Aki (من الحلقة 14-26)
3. "Tete" (テテ؟، lit. "Hands") (テテ?, lit. "Hands") من Akihisa Kondō (من الحلقة 27-38)
4. "Goodbye Issac" (グッバイ・アイザック Gubbai Aizakku؟) (グッバイ・アイザック, Gubbai Aizakku?) من Motohiro Hata (من الحلقة 39-51)
5. "Beyond" من Miho Fukuhara (من الحلقة 52-64)
6. "Yozora no Taiyō" (夜空の太陽؟، lit. "Sun in the Night Sky") (夜空の太陽?, lit. "Sun in the Night Sky") من Flower Companyz (من الحلقة 65-75)
7. "New World" من Kasarinchu (من الحلقة 76-87)
8. "Anata ga Ireba OK!" من Serena (من الحلقة 88-99)

### الأفلام

#### الفلم السينمائي
فلم سينمائي لأخوة الفضاء من إنتاج توهو عرض في السينما اليابانية في 5 مايو 2012.
الفلم قد كتب من قبل الكاتب تشويا كوياما وأخرج من يوشيتاكا موري مع شون اوقوري وماساكي اوكادا لتمثيل دور موتا وهيبيتو.

#### فلم الأنمي
فلم أنمي بأسم «أخوة الفضاء #0» عرض في اليابان في سنة 9 أغسطس 2014.
كاتب المانجا تشويا كوياما كتب النص لهذا الفلم.

## هوامش
1. 1 2 3  "AniList" (بالإنجليزية). Retrieved 2022-12-24.
2. ↑  "ماي أنمي ليست" (بالإنجليزية). Retrieved 2022-12-24.
3. ↑  "MangaUpdates" (بالإنجليزية). Retrieved 2022-12-24.
4. ↑  "Live-Action Space Brothers Wins Awards at Puchon Film Fest". Anime News Network. 23 أغسطس 2013. مؤرشف من الأصل في 2017-07-29. اطلع عليه بتاريخ 2013-08-27.
5. ↑  "Live-Action Space Brothers Plays in Australia". Anime News Network. 23 أغسطس 2013. مؤرشف من الأصل في 2018-06-27. اطلع عليه بتاريخ 2013-08-27.
6. ↑  "Rock Band Coldplay Does Space Bros./Uchū Kyōdai Film Theme". شبكة أخبار الأنمي. 8 نوفمبر 2011. مؤرشف من الأصل في 2017-06-27. اطلع عليه بتاريخ 2011-11-11.
7. ↑  "10 Titles Nominated for 2nd Manga Taisho Awards". Anime News Network. مؤرشف من الأصل في 2018-06-23. اطلع عليه بتاريخ 2016-10-22.
8. ↑  "10 Titles Nominated for 3rd Manga Taisho Awards". Anime News Network. مؤرشف من الأصل في 2018-06-26. اطلع عليه بتاريخ 2016-10-22.
9. ↑  CORPORATION]، 読売テレビ放送株式会社[YOMIURI TELECASTING. "TVアニメ『宇宙兄弟』読売テレビ". www.ytv.co.jp. مؤرشف من الأصل في 2019-05-16. اطلع عليه بتاريخ 2016-10-22.
10. ↑  "Rock Band Coldplay Does Space Bros./Uchū Kyōdai Film Theme". Anime News Network. مؤرشف من الأصل في 2017-06-27. اطلع عليه بتاريخ 2016-10-22.
11. ↑  "Space Brothers #0 Anime Film's Teaser Previews Origin Story". Anime News Network. مؤرشف من الأصل في 2016-11-14. اطلع عليه بتاريخ 2016-10-22.
12. ↑  "Space Brothers on Crunchyroll!". Crunchyroll. مؤرشف من الأصل في 2018-10-24. اطلع عليه بتاريخ 2016-10-22.
13. ↑  "Crunchyroll to Stream Space Brothers TV Anime". Anime News Network. مؤرشف من الأصل في 2017-07-22. اطلع عليه بتاريخ 2016-10-22.
14. "10 Titles Nominated for 2nd Manga Taisho Awards". شبكة أخبار الأنمي. 18 يناير 2009. مؤرشف من الأصل في 2019-04-11. اطلع عليه بتاريخ 2010-09-30.
15. "10 Titles Nominated for 3rd Manga Taisho Awards". شبكة أخبار الأنمي. 18 يناير 2010. مؤرشف من الأصل في 2019-05-04. اطلع عليه بتاريخ 2010-09-30.
16. "Rock Band Coldplay Does Space Bros./Uchū Kyōdai Film Theme". شبكة أخبار الأنمي. 8 نوفمبر 2011. مؤرشف من الأصل في 2019-05-07. اطلع عليه بتاريخ 2011-11-11.
17. "Astronaut Successfully Dubs Space Brothers Anime From Space". Anime News Network. 8 أكتوبر 2012. مؤرشف من الأصل في 2019-05-22. اطلع عليه بتاريخ 2012-10-09.
18. "Crunchyroll to Stream Space Brothers TV Anime". Anime News Network. مؤرشف من الأصل في 2019-05-22.
19. "March comes in like a lion, Space Bros. Win Kodansha Manga Awards". شبكة أخبار الأنمي. 12 مايو 2011. مؤرشف من الأصل في 2019-05-17. اطلع عليه بتاريخ 2011-05-15.
20. "News: 56th Shogakukan Manga Award Winners Announced (Updated)". شبكة أخبار الأنمي. 21 يناير 2011. مؤرشف من الأصل في 2019-05-08. اطلع عليه بتاريخ 2011-01-22.
21. "Sentai Filmworks Licenses Space Brothers TV Anime". Anime News Network. مؤرشف من الأصل في 2019-04-02. اطلع عليه بتاريخ 2012-07-01.
22. "TV Anime Uchū Kyōdai". قناة يوميأوري. مؤرشف من الأصل في 2019-05-16. اطلع عليه بتاريخ 2012-02-04.

## وصلات خارجية
- إخوة الفضاء على موقع ANN manga (الإنجليزية)